# Neobisium sylvaticum
Neobisium sylvaticum – gatunek zaleszczotka z rodziny Neobisiidae. Zamieszkuje zachód Palearktyki.

## Taksonomia
Gatunek ten opisany został po raz pierwszy w 1843 roku przez Carla Ludwiga Kocha pod nazwą  Obisium sylvaticum. Jako miejsce typowe wskazano Ratyzbonę w Niemczech. Do rodzaju Neobisium przeniesiony został w 1932 roku przez Maxa Beiera. 

## Morfologia
Zaleszczotek ten ma niepodzielone tergity i sternity oraz wszystkie cztery pary odnóży krocznych pozbawione kolców na biodrach oraz zwieńczone dwuczłonowymi, podzielonymi na metatarsus i telotarsus stopami. Na prosomie (głowotułowiu) występują dwie pary oczu zaopatrzonych w soczewki. Szczękoczułki zwieńczone są szczypcami; ich palec ruchomy ma kilka ząbków i nie występuje na nim rozgałęziona galea; szczecinka galealna osadzona jest przedśrodkowo. Szczękoczułki zaopatrzone są w rallum, którego pierwsze dwie lub trzy blaszki są na przedzie drobno ząbkowane. Nogogłaszczki zaopatrzone są w szczypce, na których palcach znajdują się ujścia gruczołów jadowych. Palec nieruchomy nogogłaszczków ma osiem trichobotrii, z których trichobotrium ist osadzone jest nieco przedśrodkowo, w połowie odległości między trichobotriami it oraz ib. Ruchomy palec nogogłaszczków ma cztery trichobotria. Kształt rzepki nogogłaszczków jest tulipanowaty. Opistosoma (odwłok) ma na błonach pleuralnych ziarnistą rzeźbę.

## Ekologia i występowanie
Pajęczak ten zasiedla lasy liściaste, mieszane oraz iglaste (w tym bory jodłowe), a także różne zarośla. Należy do fauny epigeicznej. Bytuje głównie w ściółce, jednak potrafi wchodzić na rośliny zielne i krzewy, zwłaszcza na skrajach lasów, gdzie czatuje na zdobycz. Poza tym spotykany jest w próchnicy oraz pod korą martwych drzew.
Gatunek zachodniopalearktyczny; znany jest z Portugalii, Hiszpanii, Francji (w tym z Korsyki), Niemiec, Szwajcarii, Austrii, Włoch, Polski, Czech, Słowacji, Węgier, Ukrainy, Rumunii, Mołdawii, Bułgarii, Słowenii, Chorwacji, Bośni i Hercegowiny, Serbii, Czarnogóry, Albanii, Grecji, Turcji, Gruzji i Armenii. W Polsce jego północna granica zasięgu przebiega przez Góry Świętokrzyskie.